# Одарюк, Владимир Сергеевич
Влади́мир Серге́евич Одарю́к (укр. Володимир Сергійович Одарюк; род. 13 февраля 1994, Полтава) — украинский футболист, нападающий.

## Биография
Воспитанник ДЮСШ полтавской «Ворсклы». С 2008 по 2011 провёл 50 матчей и забил 19 мячей в чемпионате ДЮФЛ.
5 сентября 2012 года дебютировал за юношескую команду «Ворсклы» в выездной игре против ужгородской «Говерлы», всего в итоге проведя за состав U-19 21 встречу и забив 2 гола. За молодёжную команду до 21 года дебютировал 30 ноября 2012 года в выездном поединке против львовских «Карпат». В сезоне 2014/15 стал бронзовым призёром молодёжного чемпионата Украины.
18 октября 2015 года дебютировал в основном составе «Ворсклы» в выездном матче Премьер-лиги против львовских «Карпат», выйдя на замену вместо Санжара Турсунова на 11-й компенсированной минуте второго тайма.
В августе 2020 года был представлен в качестве игрока МФК «Николаев». В составе «корабелов» в первой лиге дебютировал 5 сентября 2020 года в игре против «Кристалла».

## Статистика
| Клуб    | Лига         | Сезон   | Чемпионат | Чемпионат | Кубок | Кубок | Дубль | Дубль |
| Клуб    | Лига         | Сезон   | Игры      | Голы      | Игры  | Голы  | Игры  | Голы  |
| ------- | ------------ | ------- | --------- | --------- | ----- | ----- | ----- | ----- |
| Ворскла | Премьер-лига | 2012/13 |           |           |       |       | 2     | 1     |
| Ворскла | Премьер-лига | 2013/14 |           |           |       |       | 26    | 1     |
| Ворскла | Премьер-лига | 2014/15 |           |           |       |       | 26    | 3     |
| Ворскла | Премьер-лига | 2015/16 | 1         | 0         |       |       | 14    | 4     |

## Достижения
«Ворскла»
- Бронзовый призёр чемпионата Украины: 2017/18